# Michael Buchberger
Michael Buchberger (ur. 8 czerwca 1874 w Jetzendorfie, zm. 10 czerwca 1961 w Straubing) – niemiecki ksiądz rzymskokatolicki, biskup Ratyzbony.
Święcenia kapłańskie przyjął 29 czerwca 1900. W listopadzie 1923 został biskupem pomocniczym diecezji Monachium-Freising. 24 stycznia 1924 został ordynowany przez kardynała Michaela von Faulhabera. Od 12 marca 1928 był biskupem Ratyzbony.
Specjalizował się w historii Kościoła, był redaktorem Kirchliche Handlexikon w latach 1907–1912 i Lexikon für Theologie und Kirche w latach 1930–1938.
W 1945, po zakończeniu II wojny światowej, założył 95 organizacji charytatywnych. W kolejnych latach z jego inicjatywy wzniesiono 175 nowych kościołów.
W 1950 został mianowany przez papieża Piusa XII arcybiskupem.